# Glutamate synthase (NADH)
Pour les articles homonymes, voir Glutamate synthase.
La glutamate synthase à NADH est une oxydoréductase qui catalyse la réaction :
2 L-glutamate + NAD+  {\displaystyle \rightleftharpoons }  L-glutamine + α-cétoglutarate + NADH + H+.
Cette enzyme intervient dans le métabolisme de l'azote et dans celui du glutamate.